# Abstract Wikipedia
Abstract Wikipedia (traducible al español como Wikipedia abstracta) es un proyecto en desarrollo de la Fundación Wikimedia. Su objetivo es utilizar Wikifunctions para crear una versión de Wikipedia independiente de cualquier idioma, utilizando datos estructurados .Concebida inicialmente en 2020 (con una propuesta precursora en 2013), Wikipedia abstracta ha estado en desarrollo desde entonces. Su proyecto asociado, Wikifunctions, se lanzó en 2023. 
Según lo previsto, la Wikipedia abstracta consistiría en "Constructores" (plantillas para declaraciones abstractas), "Contenido" (las declaraciones abstractas en sí) y "Renderizadores" (que traducirían automáticamente declaraciones abstractas al lenguaje natural).

## Historia

### Concepción (2013-2020)
El 7 de agosto de 2013, Denny Vrandečić, cofundador de Wikidata, sugirió "una extensión del sistema de plantillas" donde las llamadas a plantillas se expandirían al contenido basado en el idioma del usuario.  Por ejemplo, una llamada de plantilla como {{F12:Q64|Q5519|Q183}} podría ampliarse de diversas formas con Plantilla:F12/en como " Berlín es la capital de Alemania " y con Plantilla:F12/de como " Berlin ist die Hauptstadt Deutschlands."  Esto ha sido visto como un predecesor de la Wikipedia abstracta propiamente dicha. 
Vrandečić lo propuso nuevamente en un documento de trabajo de Google en abril de 2020,  propuesto formalmente en mayo de 2020 (como Wikilambda). Fue aprobado por la Fundación Wikimedia en julio de 2020 como Wikipedia abstracta .   

### Desarrollo (2020-presente)
En abril de 2021, Vrandečić publicó una descripción general del sistema en la revista informática Communications of the ACM .
El 26 de julio de 2023, Wikifunctions se lanzó oficialmente al público en general. 

## Diseño

### Componentes técnicos

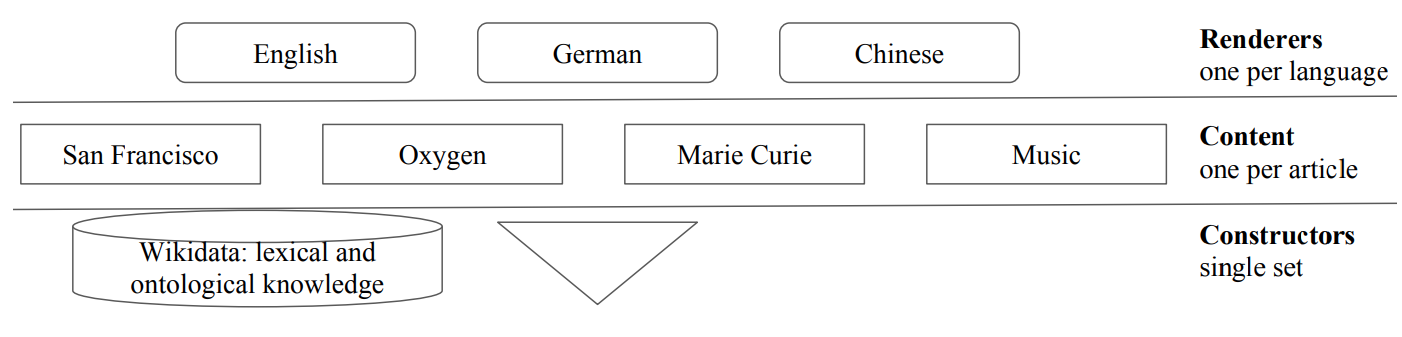
Un diagrama del plan técnico abstracto de Wikipedia.

El proyecto Wikipedia abstracta constaría de tres componentes principales: 
1. Constructores, que permiten declaraciones abstractas. El equipo de Wikipedia abstracta prefiere que estén alojados en Wikifunctions.
2. Contenido, que consta de llamadas abstractas a Constructores, con valores para cada espacio. Estos están alojados preferentemente en Wikidata .
3. Renderizadores (uno por idioma), que convierten el Contenido abstracto en texto en ese idioma en particular. Estos, al igual que los constructores, también están alojados preferiblemente en Wikifunctions.

Cada versión de Wikipedia, una vez implementada Wikipedia abstracta, podría elegir entre tres opciones: 
1. Integración implícita. Habría una página especial llamada Especial: Resumen que mostraría contenido traducido automáticamente de Wikipedia abstracta al idioma local. Este contenido sería enlazable y buscable. Además, se agregaría una nueva palabra mágica LINK_TO_Q para permitir el enlace al contenido abstracto de Wikipedia.
2. Integración explícita. En este escenario, para crear un nuevo artículo, el editor agregaría un enlace de sitio en Wikidata a una página que aún no existe. Esto crearía un "artículo virtual" en el espacio principal que se rellenaría previamente con contenido de Wikipedia abstracta traducido automáticamente al idioma local. Este "artículo virtual" tendría una URL similar a la de un artículo real y también se podría vincular y buscar como un artículo real.
3. No hay integración con Wikipedia abstracta.

### Ejemplo
Como ejemplo preliminar, el contenido de Wikipedia abstracta podría verse así: 
```
Article(
  content: [
    Instantiation(
      instance: 
 (
),
      class: Object_with_modifier_and_of(
        object: center,
        modifier: And_modifier(
          conjuncts: [cultural, commercial, financial]
        ),
        of: 
 (
)
      )
    ),
    Ranking(
      subject: 
 (
),
      rank: 4,
      object: City (
),
      by: Population size (
),
      local_constraint: 
 (
),
      after: [Los Angeles (Q65), San Diego (Q16552), San Jose (Q16553)]
    )
  ]
)
```

Esto se traduciría al español como "San Francisco es el centro cultural, comercial y financiero del norte de California. Es la cuarta ciudad más poblada de California, después de Los Ángeles, San Diego y San José".